# Панкратов Юрій Олександрович
Юрій Олександрович Панкратов (жовтень 1913, місто Владивосток, тепер Російська Федерація — 1999, місто Москва, Російська Федерація) — радянський державний діяч, міністр паливної промисловості РРФСР. Депутат Верховної ради РРФСР 7—10-го скликань.

## Життєпис
Народився в родині службовців у жовтні 1913 року (за іншими даними — в 1914 році). З 1928 року працював слюсарем на торфорозробках.
У 1931 році закінчив робітничий факультет при Київському гірничому інституті. У 1932—1937 роках — студент Московського гірничого інституту імені Сталіна, здобув спеціальність гірничого інженера.
У 1937—1941 роках — інженер-диспетчер виробничо-розподільного відділу Головвугілля по тресту «Кагановичвугілля» Народного комісаріату вугільної промисловості СРСР; начальник контрольно-інспекторської групи Народного комісаріату вугільної промисловості СРСР; заступник начальника виробничого відділу Далекого Сходу та Арктики Народного комісаріату вугільної промисловості СРСР.
Член ВКП(б) з 1941 року.
У 1941—1946 роках — керуючий тресту; заступник начальника комбінату «Сахалінвугілля».
У 1946—1948 роках — начальник виробничого відділу Міністерства вугільної промисловості східних районів СРСР.
У 1948—1949 роках — начальник комбінату «Сахалінвугілля».
У 1949—1950 роках — заступник начальника відділу експлуатації по Уралу, Караганді та Середній Азії Міністерства вугільної промисловості СРСР.
У 1950—1956 роках — керуючий тресту «Копейськвугілля» комбінату «Челябінськвугілля»; головний інженер комбінату «Челябінськвугілля».
У 1956—1960 роках — начальник комбінату «Челябінськвугілля».
У 1960 — жовтні 1965 року — начальник відділу вугільної, торф'яної та сланцевої промисловості Держплану РРФСР.
23 жовтня 1965 — 4 січня 1985 року — міністр паливної промисловості РРФСР.
З січня 1985 року — персональний пенсіонер у Москві.

## Нагороди та відзнаки
- орден Леніна (1957)
- три ордени Трудового Червоного Прапора (1966, 1973, 1983)
- орден «Знак Пошани» (1941)
- медаль «За трудову відзнаку» (17.02.1939)
- медалі
- знак «Шахтарська слава» I ст.
- знак «Шахтарська слава» IІ ст.
- знак «Шахтарська слава» IІІ ст.